# Nong Chok
Nong Chok (en tailandés:หนองจอก) es uno de los 50 distritos (Khet) de Bangkok, Tailandia. Está rodeado por otros distritos y amphoes (en el sentido de las agujas del reloj): Amphoe Lam Luk Ka de la Provincia de Pathum Thani, Amphoe Bang Nam Priao y Amphoe Mueang Chachoengsao de la Provincia de Chachoengsao, Lat Krabang, Min Buri y Khlong Sam Wa de Bangkok. Es el mayor y menos poblado -en proporción de habitantes por kilómetro cuadrado- de los distritos de la ciudad.

## Historia
El distrito fue establecido como un amphoe en 1897, en tiempos del rey  Chulalongkorn. Los primeros colonos eran musulmanes realojados, procedentes de ciudades al sur de Tailandia. En 1902, se convirtió en un amphoe de la entonces provincia de Min Buri. Debido a las penurias de los años 1930 y 1931, la provincia de Mon Buri fue disuelta y Nong Chok fue transferido a la provincia de Chachoengsao. Sin embargo, los problemas de comunicaciones aconsejaron que era más conveniente hacerlo depender de Bangkok, lo que ocurrió en 1932. En la actualidad el 75 % de la población es de religión musulmana y el 22 % budista. El nombre Nong Chok significa lechuga de agua (Pistia stratiotes).

## Economía
La agricultura ha sido la base económica del desarrollo del distrito, y todavía tiene importancia. Arroz, verduras, frutas y los productos de la ganadería son los principales productos. Es famoso por sus gallos de pelea. Muchos de sus canales fueron ahondados y drenados para permitir el riego y el transporte.

## Lugares de interés
- Mahanakorn University of Technology

## Administración
El distrito se divide en ocho subdistritos (Kwaeng):
| 1. | Krathum Rai     | กระทุ่มราย  |  |
| 2. | Nong Chok       | หนองจอก   |  |
| 3. | Khlong Sip      | คลองสิบ    |  |
| 4. | Khlong Sip Song | คลองสิบสอง |  |
| 5. | Khok Faet       | โคกแฝด    |  |
| 6. | Khu Fang Nuea   | คู้ฝั่งเหนือ   |  |
| 7. | Lam Phak Chi    | ลำผักชี     |  |
| 8. | Lam Toi Ting    | ลำต้อยติ่ง   |  |